# Phreatia urostachya
Phreatia urostachya är en orkidéart som beskrevs av Rudolf Schlechter. Phreatia urostachya ingår i släktet Phreatia och familjen orkidéer. Inga underarter finns listade i Catalogue of Life.